# Solón Wilches
José Pacífico Solón Wilches Calderón (Cerrito, 7 de abril de 1835 -  Concepción, 14 de octubre  
de  1893) fue un militar y político colombiano.

## Biografía
Solón Wilches nació en Cerrito, Santander, creció y se formó en Concepción, Santander, municipio distante unos pocos kilómetros de su lugar de nacimiento, siendo hijo de Andrés Wilches Jaimes y de Martina Calderón Sánchez. Por línea paterna era nieto de José María Wilches, prócer de la independencia nacido en Jaén, radicado en Concepción (Santander) y fusilado en Barinas por tropas realistas al mando del coronel De la Calzada.

## Trayectoria político-militar
Solón Wilches inició su figuración como militar durante la Guerra civil colombiana de 1860-1862 al marchar con la columna García Rovira para combatir en los municipios santandereanos de La Concepción y San Andrés, obteniendo los grados de teniente y capitán. En 1862 fue elegido como representante a la asamblea constituyente de El Socorro (Santander), organizada para reformar la constitución del Estado de Santander en 1862, pero no asiste. Para 1864 lo eligen diputado y en 1865 asume la jefatura departamental de García Rovira. Luego llega a la Cámara de Representantes y para 1868 actuó como suplente de Manuel Murillo Toro en el Senado.
Abandonó las banderas del radicalismo y acogiendo las corriente independiente que enarboló Rafael Núñez, inició su candidatura a la presidencia de Santander, la cual obtuvo por votación en 1872.

### Primera presidencia de Santander
Su administración estuvo marcada por un progresismo sin antecedentes para el Estado, compaginándose sus ejecutorias a la filosofía liberal con que había sido diseñado en su constitución. La reforma en la instrucción pública se hizo visible implantando cátedras más orientadas a la ciencia que a la filosofía, y los proyectos de infraestructura tuvieron notorio avance con la apertura de vías y ferrocarriles.
Interesado en que el progreso de Santander estuviera ligado a la dinámica comercial del río Magdalena, visitó en 1872 al margen santandereano sobre la arteria fluvial y pudo notar que el denominado camino de Paturia era usado para sacar mercancía y que prestaba condiciones aptas para erigirse en un puerto estratégico. Se logró entonces que el Congreso, mediante la ley 52 de 1872, ordenara una vía del ferrocarril hasta Paturia.[cita requerida]
Al terminar su mandato, ya con el rango de general, el presidente Santiago Pérez Manosalva lo designó como comandante del Ejército. Como el presidente buscaba que su secretario de hacienda, Aquileo Parra fuera su sucesor, el dirigente cartagenero Rafael Núñez propuso su nominación presidencial con visos de revolución. Comenzó a hilar un acuerdo entre los estados de la costa atlántica y aprovechó la presencia del general Ramón Santodomingo, oriundo de la costa norte, para acercarse al ejército y buscar el apoyo del cuerpo castrense a su candidatura. Pérez, enterado de la situación, expidió un documento en el que llamaba la atención del Ejército a no intervenir en la campaña presidencial, y al hacerlo circular para la firma de los comandantes, concluyó que tentó el secretario Santodomingo como el general Wilches estaban de acuerdo con Núñez al no ver su signatura en el documento, razón por la cual los destituyó de sus cargos.
Efectivamente, tanto Santodomingo como Wilches entraron a comandar el ejército que se levantó en favor de Núñez y contra el gobierno, el cual marchó a órdenes del presidente del Estado de Magdalena, general Joaquín Riascos, quien se declaró Presidente de la Unión en ejercicio. La guerra estalló formalmente en 1875 y cesó con la rendición de Santodomingo quien firmó la paz sometiendo a Magdalena de nuevo al gobierno de la Unión. Las elecciones se desarrollaron con normalidad resultando elegido Parra como presidente.

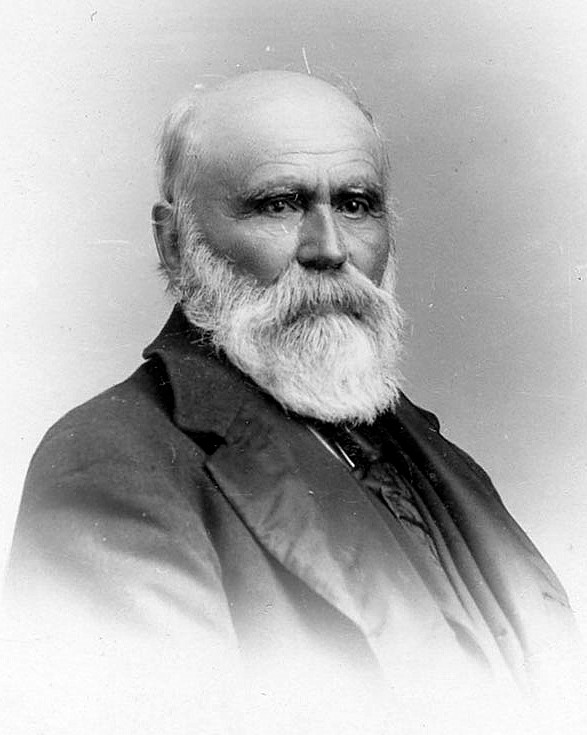
Aquileo Parra.

### Guerra civil colombiana de 1876-1877
Parra tuvo que enfrentar una nueva guerra civil, enarbolada por el partido conservador. Para devolver el orden público, nombró al general liberal no radical Julián Trujillo como comandante del ejército, ante el cual se rindieron los rebeldes y convirtieron al general en presidenciable. Las estructuras políticas de Núñez se movieron hacia el conservatismo y recuperaron el poder, resultando elegido Trujillo como presidente de la Unión y Solón Wilches de nuevo en la presidencia de Santander.

### Segunda presidencia de Santander
Para su segunda administración, Wilches contó con la orientación del ingeniero Geo von Lengerke para desarrollar caminos de piedra para la muy quebrada y agreste topografía santandereana. Continuó con el desarrollo de la ciencia y la tecnología con el estímulo a la inmigración de empresarios y maestros alemanes. El dinamismo y aprehensión al frente de su labor lo hizo concentrar el poder, y al presentarse de nuevo Núñez a la presidencia, conformó a una Asamblea Constituyente del Estado por amigos y parientes, con el propósito de generar una carta constitucional del Estado con un perfil nuñista, logró su aprobación e introdujo la reelección, a la cual accedió para el siguiente periodo y en ejercicio de dicha administración inició los trabajos definitivos para el ferrocarril al río Magdalena. Preocupado por la detención del poder, inició tareas para imponer a su sucesor, situación que los radicales aprovecharon para fortalecer la oposición a su gobierno, logrando que figuras liberales como la de Nicolás Pinzón Warlosten se instalaran en El Socorro para atacar a su gobierno desde tribunas periodísticas. La presión llevó a Wilches a entregar la presidencia del Estado, pasando a la comandancia del ejército de la Unión, nombrado en esa posición por el presidente Núñez.

### Candidaturas a la presidencia de Colombia
Wilches postuló su nombre a las elecciones presidenciales de Colombia de 1882, pero fue derrotado por Francisco Javier Zaldúa, nombre promovido por Rafael Núñez. Zaldúa murió a los ocho meses de su posesión, sucediéndolo el liberal José Eusebio Otálora en calidad de designado. Como Núñez iniciara su campaña para las elecciones presidenciales de 1884 con la propuesta de cambiar la Constitución de Rionegro, que era sagrada para los líderes del Olimpo Radical, éstos le propusieron al presidente Otálora la nominación por el liberalismo unido, con el pretexto que al ser designado no estaba inhabilitado para ser elegido. Otalora declina el ofrecimiento y a último momento los liberales promueven a Wilches, de nuevo presidente de Santander, para enfrentar a Núñez, pero solo obtiene el favor de su Estado, el de Antioquia y el de Tolima, perdiendo la elección.

## Puerto Wilches

Bandera de Puerto Wilches.

Un pequeño corregimiento poblado por pescadores y conocido como Montecristo, fue señalado como el punto de partida del ferrocarril que comunicaría a Bucaramanga con el Río Magdalena, proyecto impulsado por el General Wilches como presidente de Santander.  Francisco Ordóñez, jefe de la provincia de Soto, propuso que este lugar fuera bautizado con el nombre del egregio mandatario de Santander, propuesta acogida y oficializada por la Asamblea Departamental por Ley número 41. También fue denominado con el nombre de Wilches a la primera locomotora a vapor importada de Estados Unidos, con capacidad de 35 toneladas y una velocidad de 15 millas por hora. El primer viaje de prueba se hizo el 29 de septiembre de 1882 a la 1:00 de la tarde y el 2 de septiembre de 1883 se creó la Compañía Empresaria del Ferrocarril de Santander. Hasta 1920, Puerto Wilches se consolidó como el principal puerto de Santander sobre el río Magdalena.[cita requerida].

## Familia
El general Wilches contrajo matrimonio con su prima hermana Rosalina Otero Wilches, hija del expresidente de Santander Rafael Otero Navarro y de Natalia Wilches Calderón. Fueron hijos de este matrimonio Milciades, Andrés, Solón y Rosalina Wilches Otero, esta última casada con Pablo Emilio Barón Peña, hijo de Moisés Barón Navas y de Lucía Peña Carvajal.